# Desmodium conzattii
Desmodium conzattii är en ärtväxtart som beskrevs av Jesse More Greenman. Desmodium conzattii ingår i släktet Desmodium och familjen ärtväxter. Inga underarter finns listade i Catalogue of Life.